# Operação Tempestade de Agosto
A Ofensiva Estratégica na Manchúria, também conhecida como Operação da Manchúria (em russo: Маньчжурская операция) ou "Batalha da Manchúria" (битва за Маньчжурию), foi parte da "Guerra Nipo-Soviética" (Советско-японская война) de 1945.
Conhecida pelos historiadores americanos e europeus como a Operação Tempestade de Agosto foi a grande ofensiva terrestre que a União Soviética realizou contra as forças japonesas instaladas no Estado fantoche de Manchukuo, apressando a rendição do Japão. Os soviéticos ocupariam posteriormente o outro Estado fantoche em território chinês Mengjiang, o norte da península da Coreia, o sul da ilha Sacalina e as ilhas Curilas.
A invasão terrestre teve por objetivo derrotar o Exército Imperial japonês, que ocupava a Coreia e vastas porções da China, e preparar o início da invasão do arquipélago do Japão, programada para novembro de 1945 (ver Operação Downfall).
A operação de invasão dos territórios ocupados pelos japoneses da Manchúria e Coreia pela União Soviética envolveu cerca de 1,5 milhão de soldados do exército soviético, a maior parte transferidos da frente ocidental, entre maio e julho de 1945, para a fronteira com a China e a Coreia.
A operação teve início na madrugada de 08 para 9 de agosto de 1945 e se estendeu até 2 de setembro de 1945, quando as tropas soviéticas já haviam desmobilizado um contingente de 1 milhão de soldados japoneses (entre mortos, feridos e prisioneiros) e ocupado toda a Manchúria e a porção norte da Coreia. A rápida derrota das forças japonesas acelerou o processo de fim da Segunda Guerra Mundial e levou ao fortalecimento dos grupos políticos pró-soviéticos na Coréia e na China durante o pós-guerra.

## A preparação da Operação Tempestade de Agosto

### Logística

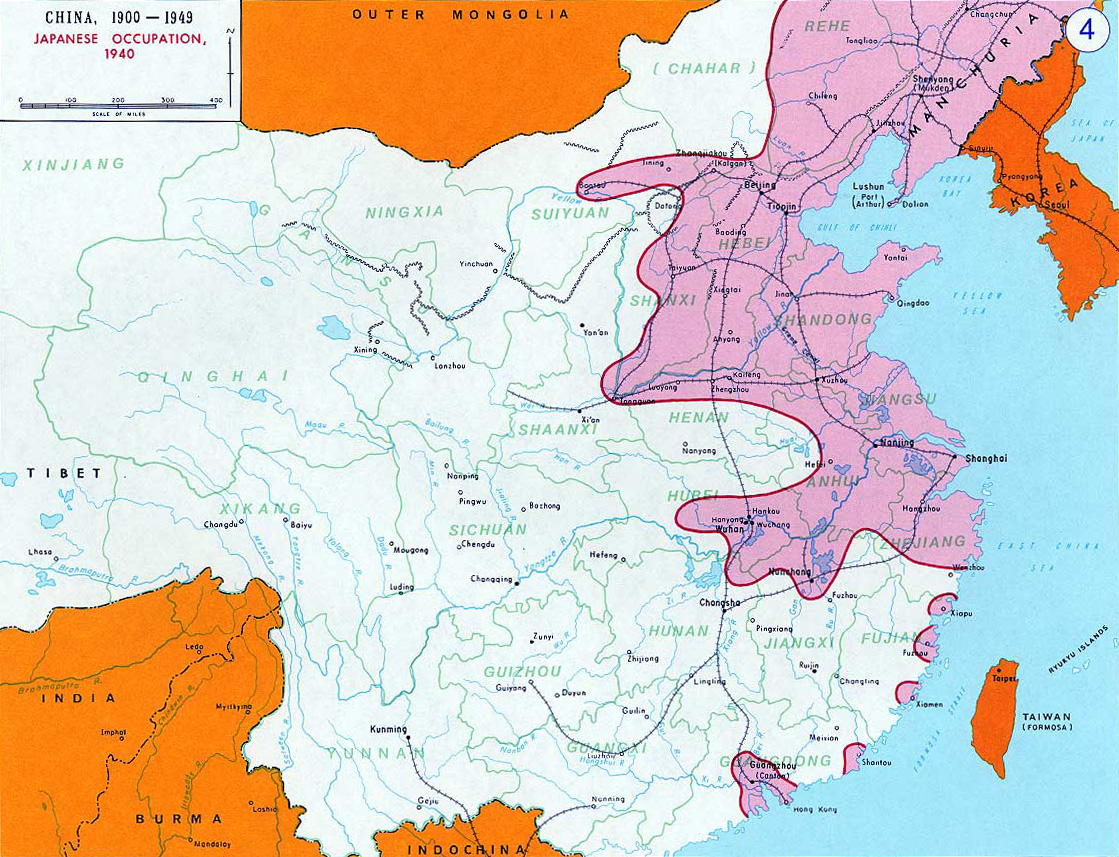
China ocupada pelo Exército Imperial do Japão até agosto de 1945

Durante a Conferência de Yalta (fevereiro de 1945), os aliados decidiram que em até 90 dias após o fim da guerra na Europa, a União Soviética atacaria as forças japonesas instaladas na China (Manchúria). Na ocasião a derrota alemã era iminente, e veio a se concretizar com a rendição em 8 de maio de 1945.
Imediatamente após a rendição alemã, a URSS inicia uma grande mobilização de transferência de soldados, armas e suprimentos para a fronteira com a China ocupada. Mais de um milhão de soldados somaram-se aos cerca de meio milhão de homens que já estavam na fronteira. Homens e armas foram transferidos pela ferrovia transiberiana, por onde passaram entre 25 e 30 comboios por dia, totalizando cerca de 136 mil trens . A partir da transiberiana, soldados e blindados se locomoviam por outras estradas, com deslocamentos que variavam de algumas dezenas a cerca de 500 ou 600 quilômetros, até os locais próximos à fronteira que seriam usados para invasão.
O deslocamento das 80 divisões soviéticas pela transiberiana envolveu uma logística de guerra sem precedentes nesta região asiática, atravessando entre 9 e 12 mil quilômetros da ferrovia transiberiana. Se considerada a distância percorrida e o total de deslocamento envolvendo uma massa humana de 1,5 milhões de soldados, 26 mil peças de artilharia, 5 500 tanques blindados e artilharia autopropelida, além de 1 800 outras armas de artilharia, veículos leves, combustível, suprimentos e munições, tudo isso em apenas três meses, a preparação da Operação Tempestade de Agosto talvez possa ser considerada uma das maiores façanhas de logística na história das guerras terrestres modernas.

### Diplomacia e propaganda de guerra
Além da logística, a preparação e início da "Operação Tempestade de Agosto" ocorreu em meio a um complexo jogo diplomático envolvendo os EUA, a URSS e o Japão. Em 5 de abril de 1945 a União Soviética rompe o tratado de paz e neutralidade que havia sido assinado com o Japão em 1941. Ciente da impossibilidade de vencer a guerra, em julho de 1945 a diplomacia japonesa contactou Stálin e solicitou à União Soviética que intermediasse um acordo de paz, oferecendo uma rendição "honrosa".

As ofensivas soviéticas, em agosto de 1945, no noroeste da Ásia (Manchúria).

Os aliados preparavam uma invasão do Japão em duas etapas. A Operação Downfall teria início em novembro de 1945, quando os EUA invadiriam a porção meridional do arquipélago (ilhas de Kyoshu e Shikoku), enquanto a URSS invadiria a ilha setentrional (Hokkaido). A segunda etapa seria a invasão da ilha principal (Honshu) em março de 1946.
O acordo fechado com a URSS na Conferência de Ialta (fev/1945), garantia que esta participaria do que deveria ser um longo esforço de guerra contra o Japão. O Japão ignorou o ultimato dos EUA para sinalizar com a possibilidade de rendição até 29/julho, quando os rumos da guerra na Ásia-Pacífico começaram a mudar rapidamente.
Com o teste bem sucedido da bomba atômica em 18 de julho de 1945, a postura norte-americana mudou e o governo dos EUA decidiu usar a bomba atômica antes que tivesse início a "Operação Tempestade de Agosto", marcada para começar em 8 de agosto de 1945. Após o ataque a Hiroshima em 6 de agosto de 1945 os jornais de todo o mundo ocidental direcionaram sua atenção para o feito da nova arma americana, praticamente ignorando a invasão soviética dois dias depois.
Como programado, a União Soviética declarou guerra ao Japão e iniciou a "Operação Tempestade de Agosto" na noite de 08 para 9 de agosto com uma grande ofensiva terrestre. Os EUA lançaram a segunda arma nuclear contra o Japão em 9 de agosto, na cidade de Nagasaki (três dias depois da primeira em Hiroshima), fortalecendo o que viria a ser uma maciça operação de propaganda de guerra para minimizar o significado da ofensiva terrestre por parte da União Soviética na "Operação Tempestade de Agosto". O Japão não sabia quantas outras armas nucleares os EUA possuíam, mas o governo demonstrava estar disposto a resistir mais. Entretanto, a última chance de interlocução diplomática (a União Soviética) havia declarado guerra e iniciado uma mega-ofensiva terrestre contra suas forças instaladas no continente asiático.

### A ofensiva terrestre soviética contra os japoneses na Manchúria

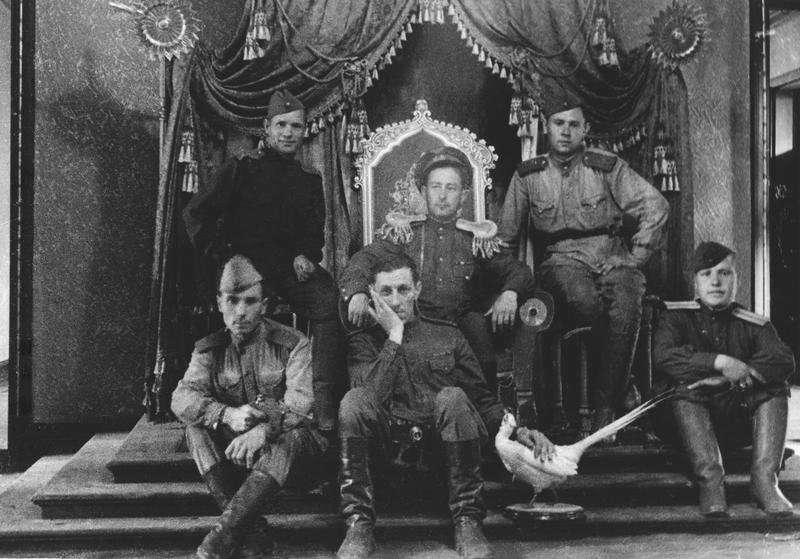
Soldados soviéticos posando com fotojornalistas no trono do Imperador Pu Yi de Manchukuo, em Xinjin (Changchun), na província de Jilin, na China, em setembro de 1945.

A ofensiva do Exército Vermelho contra a o Exército Imperial Japonês, que ocupava a China e Coreia, teve início na noite de 8 para 9 de agosto de 1945. O marechal de campo Aleksandr M. Vasilevsky comandou os três exércitos do "Front do Extremo Oriente". O comandante do front Trans-Baikal foi o Marechal R. Y. Malinovsky, enquanto os exércitos do 1o e 2 Fronts do Extremo Oriente foram comandados respectivamente pelo marechal K. A. Meretskov e o general M. A. Purkayev.
Durante o dia 09 de agosto tiveram início os primeiros raids aéreos soviéticos contra as forças japonesas, o que acelerou a rápida desestruturação destas.
No início da invasão a superioridade soviética era clara. Além da superioridade qualitativa, de tropas e comandantes experientes do front ocidental e armamentos tecnologicamente superiores (principalmente blindados e aviões), a União Soviética contava com superioridade quantitativa, a começar pela massa de 1,577 milhão de homens contra os 1,2 milhões do Exército Imperial japonês. Em outros aspectos mais relevantes, esta proporção entre as forças soviéticas e japonesas era ainda maior: 5/1 em artilharia, 5/1 em tanques e canhões autopropulsados e quase 3/1 em aeronaves.
Desde o primeiro momento da invasão, os soviéticos acumularam rapidamente uma série de vitórias contra as forças japonesas, que não usavam fortificações complexas e acreditavam que o terreno da região tornava impossível a invasão com grandes exércitos. Mesmo as fortificações japonesas eram frágeis demais perante o poder de fogo russo. Utilizando uma estratégia de pinça, as forças soviéticas que entraram na Manchúria ocidental pela Mongólia e pelo território soviético, encontraram-se com as forças que invadiram o norte da Manchúria e a Manchúria oriental. Em seguida invadiram a Coreia.
No Mar a URSS mobilizou forças da Marinha, Aeronáutica e do Exército para a invasão das ilhas Sakhalinas e das ilhas Curilas, região em disputa desde a Guerra Russo-Japonesa de 1904-1905.

## A rendição japonesa

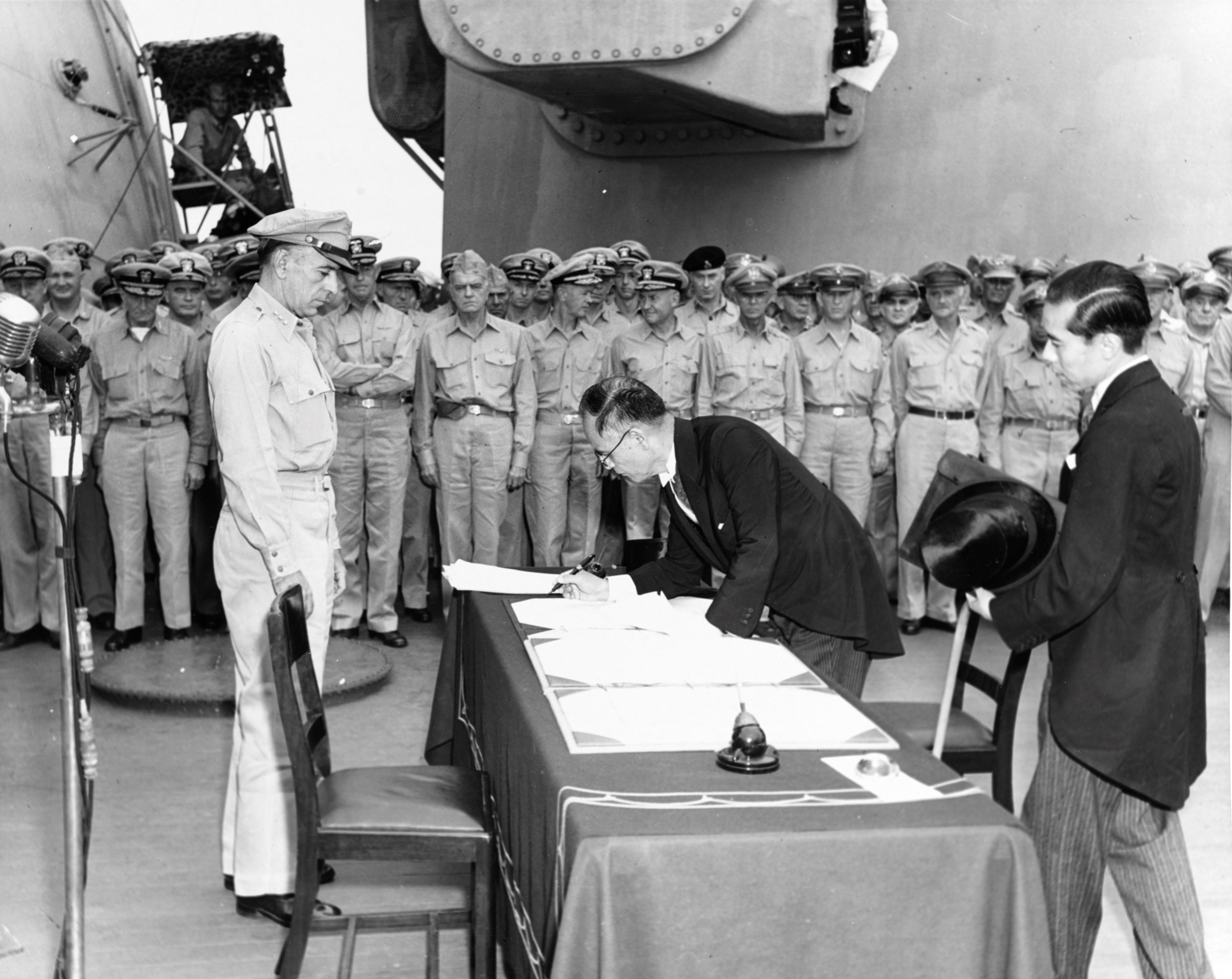
Ministro japonês Mamoru Shigemitsu assina a rendição ao general dos EUA Richard K. Sutherland, em 2 de setembro de 1945, a bordo do USS Missouri.

Em 16 de agosto, uma semana após o início da invasão soviética, a maior parte das forças japonesas já haviam sido derrotadas nos pontos estratégicos para a defesa da região, e os soviéticos controlavam as rotas terrestres mais importantes. Nesta data a vitória soviética já era clara, embora os japoneses só tenham anunciado a rendição em 20 de agosto, e o avanço soviético só tenha terminado em 1 de setembro de 1945.
A maior vitória soviética na "Operação Tempestade de Agosto" ocorreu em Manchukuo, onde uma força de cerca de 750 mil soldados japoneses foi derrotada. Ao fim do conflito, metade dos mais de 1,2 milhão de soldados japoneses envolvidos na guerra na Ásia tornaram-se prisioneiros dos soviéticos, sem contar milhares de mortos, feridos e desaparecidos.
O Japão já havia perdido sua marinha - destroçada nas batalhas navais contra os EUA -, e suas maiores cidades, queimadas pelos bombardeios com bombas incendiárias e com as duas armas nucleares americanas. Ao ver sua principal força terrestre destruída em menos de três semanas, o Japão não teve outra opção que não a rendição .
O sucesso soviético em derrotar o exército de ocupação do Japão, seguido da presença do Exército Vermelho na China e na Coreia do Norte, foram centrais para que nos anos seguintes à Segunda Guerra Mundial, estes dois países se tornassem socialistas.
Entretanto, o Japão não foi ocupado pelas tropas soviéticas. Na Coreia, o avanço soviético parou no paralelo 38, após o desembarque das tropas americanas e Incheon. Na sequência, as negociações entre o Japão e os EUA resultaram em uma ocupação diferente da Alemanha, no pós-guerra, já que o Japão foi ocupado apenas por tropas americanas, o imperador foi mantido no poder e apenas uma parte da elite do governo japonês foi condenada pela guerra, sendo que a maior parte eram militares.
A rendição japonesa em agosto de 1945 resultou no cancelamento dos planos de invasão do Japão, que seriam implementados a partir de novembro de 1945 na planejada Operação Downfall.